# Elin Eldebrinková
Elin Eldebrinková (* 4. ledna 1988 Södertälje, Švédsko) je švédská basketbalistka, která hraje na pozici rozehrávačky v týmu ZVVZ USK Praha.
Pochází ze sportovní rodiny. Její otec Kenth Eldebrink je bývalý švédský atlet a bronzový olympijským medailistou v hodu oštěpem na olympiádě v Los Angeles, strýc Anders Eldebrink pak švédský hokejista a bronzový olympijským medailista na olympiádě v Calgary. Její dvojče Frida i starší sestra Sofie jsou také basketbalistky. Hrála za týmy Telge Energi (2006–2008), Tarbes (2008), Estudiantes Madrid (2008–2009), Rivas Madrid (2009–2010), Telge Energi (2010–2011). Od roku 2011 je hráčkou ZVVZ USK Praha.

## Úspěchy
- 2007 – Mistrovství světa do 19 let, 2. místo (Švédsko)
- 2011 – švédská basketbalová liga, 1. místo (Telge Energi)
- 2012 – Liga České republiky, 1. místo (ZVVZ USK Praha)